# 芒特普萊森特 (密蘇里州)
芒特普萊森特（英語：Mount Pleasant）是位於美國密蘇里州金特里縣的非建制地區。

## 歷史
芒特普萊森特的郵局於1862年設立，其後於1879年停運。

## 地理
芒特普萊森特所處的海拔為高於海平面276米（即906英呎），而該地所採用的時區為UTC-6，即北美中部時區（CST）。同時該地設有夏令時間，為UTC-6調快一小時，即UTC-5（CDT）。